# Thryssa marasriae
Thryssa marasriae är en fiskart som beskrevs av Wongratana, 1987. Thryssa marasriae ingår i släktet Thryssa och familjen Engraulidae. Inga underarter finns listade i Catalogue of Life.